# Saint-Maurice (Haute-Marne)
Saint-Maurice település Franciaországban, Haute-Marne megyében. Lakosainak száma 127 fő (2022. január 1.). Saint-Maurice Chatenay-Mâcheron, Chatenay-Vaudin, Lecey, Peigney és Saint-Vallier-sur-Marne községekkel határos.

## Népesség
A település népessége az elmúlt években az alábbi módon változott:
| Lakosok száma | 59   | 146  | 170  | 140  | 126  | 138  | 135  | 132  | 130  | 127  |
|               | 1968 | 1982 | 1990 | 2006 | 2013 | 2015 | 2017 | 2019 | 2020 | 2022 |